# Urko Berrade
Urko Berrade (n. 28 noiembrie 1997, Pamplona, Navarra, Spania) este un ciclist spaniol care concurează în acest moment pentru Equipo Kern Pharma, echipă licențiată UCI ProTeam.

## Rezultate în Marile Tururi

### Turul Spaniei
2 participări
- 2022: locul 66
- 2024: câștigător al etapei a 18-a